# Summits on the Air

Offizielles SOTA-Logo

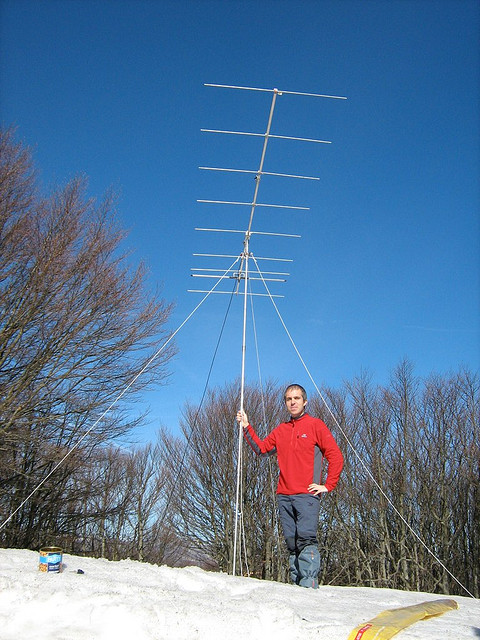
Italienischer Funkamateur mit UKW-Yagi auf dem Monte Zuccone, Ligurien

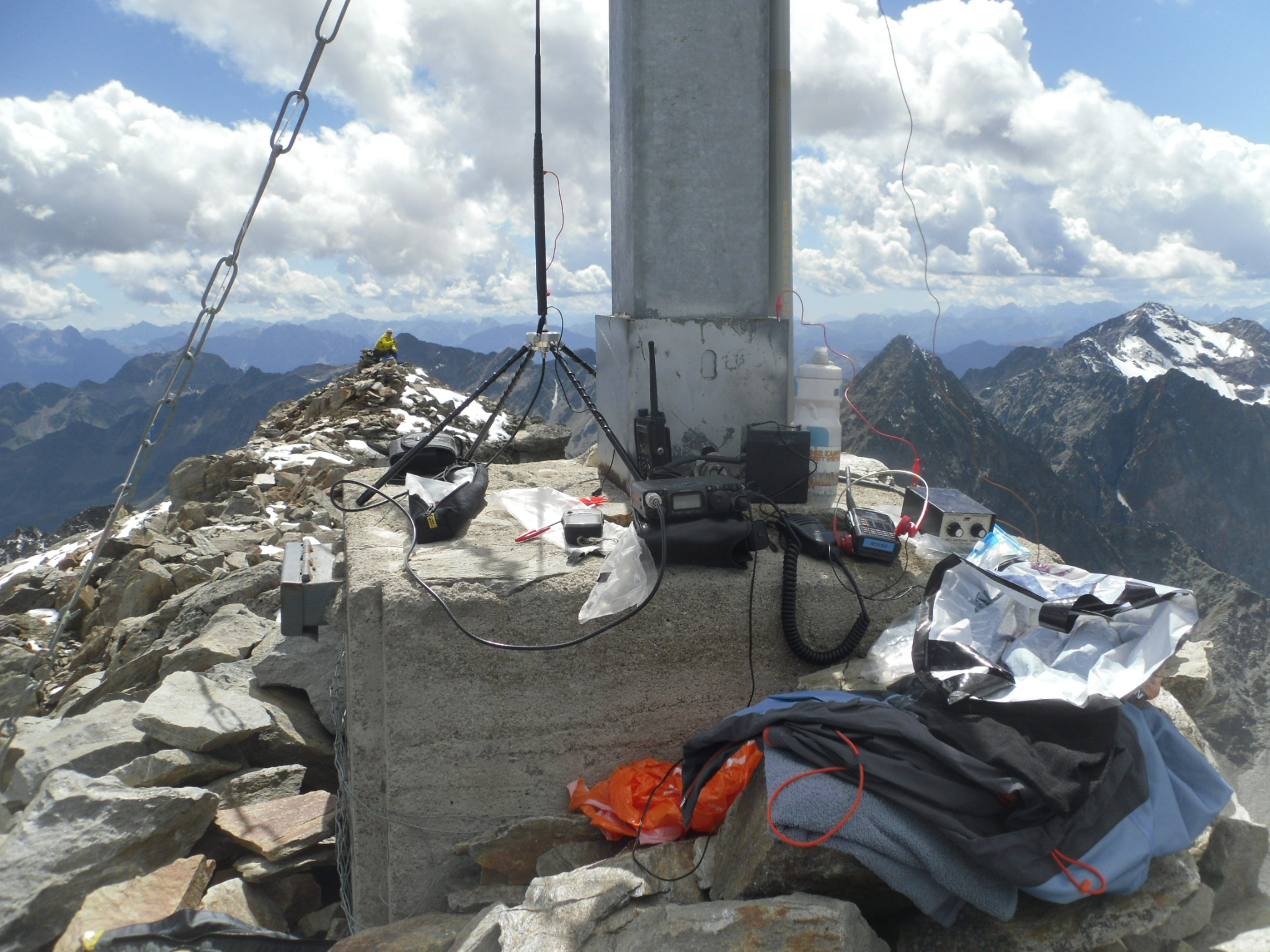
SOTA-Station für UKW und Kurzwelle auf dem Roten Knopf

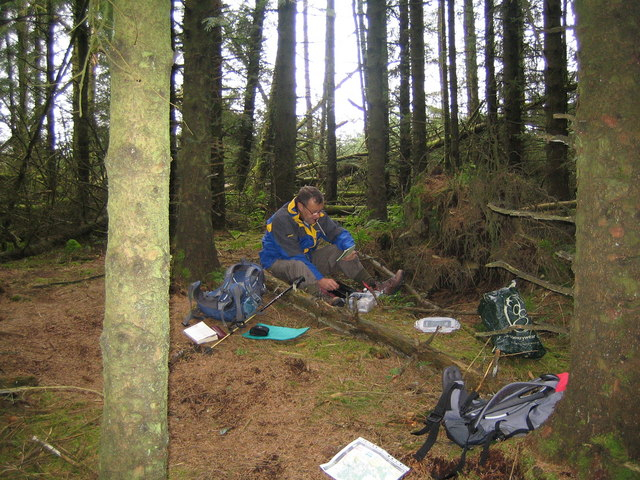
Funkamateur in Schottland bei einer SOTA-Aktivierung auf Kurzwelle

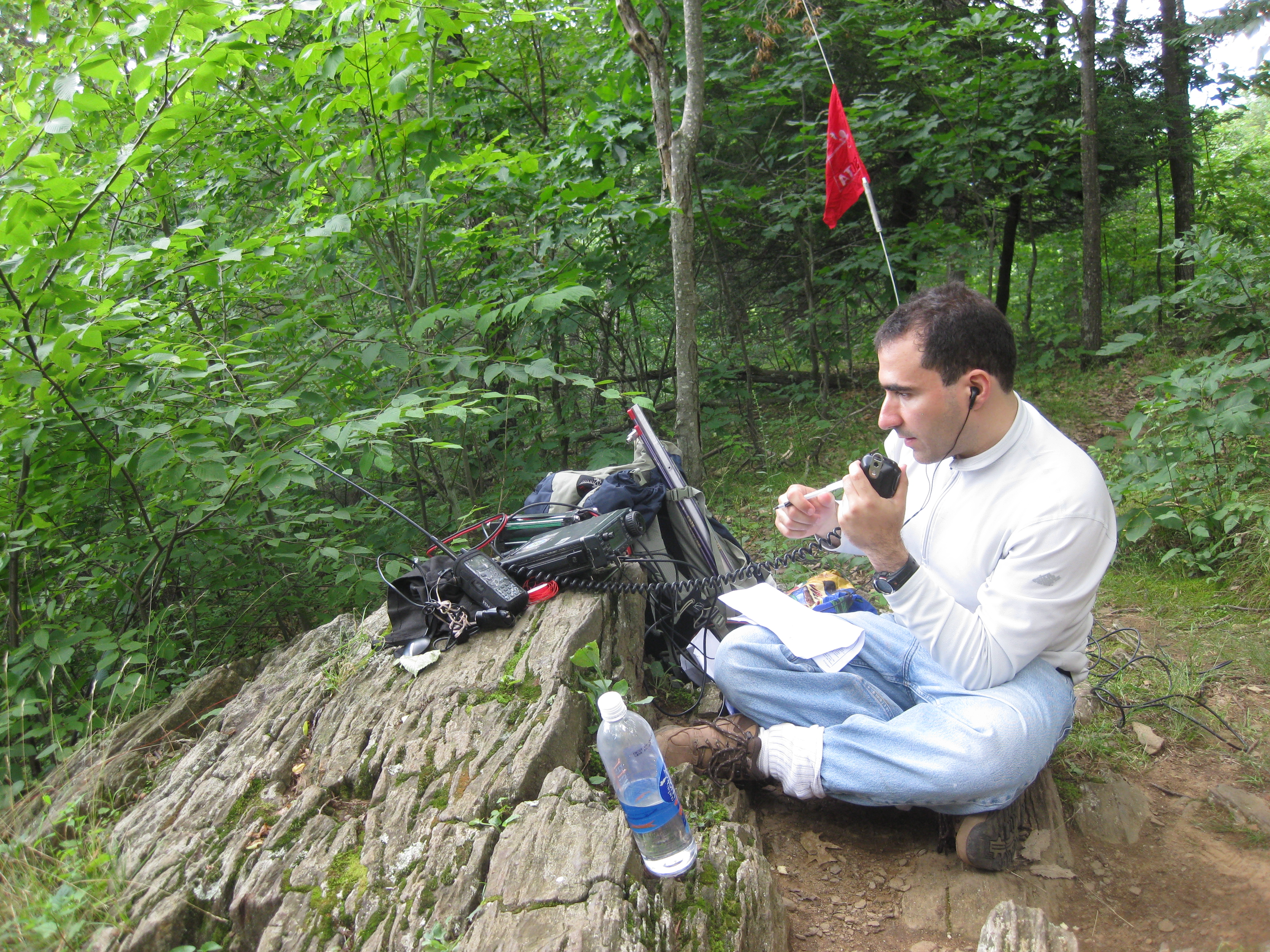
SOTA-Station in Connecticut, USA

Summits on the Air (SOTA) (übersetzt in etwa „Gipfel auf Sendung“) ist ein Amateurfunkdiplom-Programm. Sein Ziel ist es, Amateurfunkbetrieb auf Berggipfeln zu fördern. Lizenzierte Funkamateure kombinieren hierbei im Rahmen des Funksports Bergwandern oder auch Bergsteigen mit dem Betrieb tragbarer Sende- und Empfangsanlagen, Antennen und Stromversorgung auf den Gipfeln.

## Regeln
Diejenigen, die ihre Anlage auf einem Gipfel betreiben, werden Aktivierer (englisch activators) genannt und diejenigen, die von anderen Standorten versuchen, Funkverbindungen mit ihnen aufzubauen, Jäger (englisch chasers). Daher gibt es zwei Arten von Diplomen, die erarbeitet werden können: für Aktivierer und für Jäger.
Dabei werden Punkte für Funkverbindungen von Gipfeln aus bzw. zu Gipfeln vergeben. In den einzelnen Regionen gilt: je höher der Gipfel, desto höher die Punktzahl. Frequenzbänder und Betriebsarten spielen bei der Punktevergabe nur insofern eine Rolle, als dass zusätzlich Spezialwettbewerbe, wie z. B. eine 6 m/10 m Challenge (deutsch 6-m-/10-m-Wettbewerb) ausgerichtet werden. Zudem werden sogenannte Summit to Summit (S2S) (deutsch Gipfel zu Gipfel)-Verbindungen zwischen zwei Aktivierern, bei denen beide sowohl als Aktivierer als auch als Jäger auftreten, zusätzlich zur Jäger- und Aktivierer-Wertung gesondert als Summit to Summit gewertet. Detaillierte Regeln sind auf der SOTA-Website vorhanden.

## Geschichte
Gegründet wurde das SOTA-Programm im März 2002 von Funkamateuren in England und Wales. Mit Stand April 2025 gibt es 210 aktive SOTA-Assoziationen u. a. in folgenden Ländern bzw. Regionen, so dass Funkamateure in diesen am SOTA-Programm teilnehmen können: Australien, Azoren, Belgien, Bosnien-Herzegowina, Dänemark, Deutschland (zwei Assoziationen: deutsche Mittelgebirge und deutsche Alpen), Falkland-Inseln, Finnland, Frankreich, Griechenland, Irland, Israel, Italien, Japan, Kanada, Kanarische Inseln, Korsika, Libanon, Liechtenstein, Luxemburg, Malta, Mazedonien, Neuseeland, Niederlande, Norwegen, Österreich, Polen, Portugal, Rumänien, Russland, Sardinien, Schweden, Schweiz, Serbien, Slowakei, Slowenien, Spanien, Südafrika, Südkorea, Tschechien, Ukraine, Ungarn, USA und im Vereinigten Königreich.

## Aktuell
Weltweit sind zurzeit (April 2025) 176.166 Gipfel im SOTA-Programm registriert, in den deutschen Alpen 262, in den deutschen Mittelgebirgen 425. Voraussetzung für die Registrierung eines Gipfels ist eine Prominenz von mindestens 150 m, in Ausnahmefällen auch 100 m. Im deutschen SOTA-Programm ist durch Beschluss des SOTA Management Teams seit Anfang 2009 und nochmals zum 1. Januar 2025 ein erheblicher Teil der bisher gültigen Berge weggefallen, da sie nicht dem allgemeinen Regelwerk entsprachen. Diese und viele andere Berge, die nicht den SOTA-Kriterien entsprechen, werden im GMA – Global Mountain Activity (ehemals German Mountain Award, Deutscher Bergwettbewerb) geführt.
Eine gültige Funkaktivität muss dem Geist des SOTA-Programms entsprechen. Insbesondere muss der Weg zum Gipfel ohne motorisierte Hilfe zurückgelegt werden, alle zum Funkbetrieb erforderlichen Geräte müssen vom Team getragen werden. Der Betrieb der Funkgeräte darf nicht aus netzabhängigen Quellen oder mit kraftstoffbetriebenen Generatoren erfolgen. Gesetzliche Regelungen und Umweltschutzbestimmungen sind einzuhalten.

## Andere Programme
- COTA: Castles on the Air
- IOTA: Islands on the Air
- POTA: Parks on the Air
- Bota: Bunker on the Air